# سیارک ۱۰۰۶۰۴
سیارک ۱۰۰۶۰۴ (به انگلیسی: 100604 Lundy، نامگذاری: 1997RY9)۱۰۰۶۰۴مین سیارک کشف شده‌است که در ۱۱ سپتامبر ۱۹۹۷ کشف شد.